# Llista d'alcaldes de Montornès del Vallès
Llista d'alcaldes de Montornès del Vallès:
- Pere Maymó i Sirvent (1897 - 1904)
- Josep Terradellas i Torrents (1904 - 1906)
- Isidre Comas i Volart (1906 - 1907)
- Pau Viñallonga i Garriga (1907 - 1909)
- Isidre Comas i Volart (1909 - 1910)
- Esteve Monteis i Corbera (1910 - 1914)
- Pere Viñallonga i Cot (1914 - 1916)
- Josep Saborit i Cot (1916 - 1918)
- Joan Jordana i Pareras (1918 - 1922)
- Marcel·lí Blanchart i Riera (1922 - 1923)
- Isidre Comas i Volart (1923 - 1924)
- Josep Terradellas i Cot (1924 - 1930)
- Esteve Monteis i Corbera (1930 - 1931)
- Isidre Comas i Volart (1931 - 1932)
- Jaume Bellavista i Dubon (1932 - 1934)
- Josep Maymó i Saborit (1934 - 1936)
- Jaume Viaplana i Jordana (1936 - 1936)
- Sebastià Torrents i Moratona (1936 - 1937)
- Josep Torrents i Cargol (1937 - 1939)
- Josep Maymó i Saborit (1939 - 1940)
- Joan Costa i Saborit (1940 - 1943)
- Tomàs Llonch i Guri (1943 - 1952)
- Salvador Cuadradas i Martras (1952 - 1956)
- Jaume Torrennts i Catafal (1956 - 1973)
- Jaume Ciurans i Crivillers (1973 - 1979)
- Félix Montero i García (1979 - 1986)
- Esteban López i Torreblanca (1986 - 1994)
- Pilar Carrillo i Márquez (1994 - 1995)
- José María Ruiz i Alarcón (1995 - 2003)
- Daniel Cortés i Martín (2003 - 2011)
- José Montero i Domínguez (2011 -)